# Rhynchoconger trewavasae
Rhynchoconger trewavasae är en fiskart som beskrevs av Ben-tuvia, 1993. Rhynchoconger trewavasae ingår i släktet Rhynchoconger och familjen havsålar. Inga underarter finns listade i Catalogue of Life.